# Laephotis namibensis
Laephotis namibensis (Setzer, 1971) è un pipistrello della famiglia dei Vespertilionidi diffuso nell'Africa meridionale.

## Descrizione

### Dimensioni
Pipistrello di piccole dimensioni, con la lunghezza della testa e del corpo tra 49 e 65 mm, la lunghezza dell'avambraccio tra 36 e 40 mm, la lunghezza della coda tra 38 e 47 mm, la lunghezza del piede tra 7 e 8 mm, la lunghezza delle orecchie tra 22 e 25 mm e un peso fino a 11 g.

### Aspetto
La pelliccia è lunga, soffice e leggermente arruffata sulla groppa. Le parti dorsali sono bruno-crema o bruno-giallastre con la base dei peli marrone scura, mentre le parti ventrali sono biancastre o color crema chiaro, con la base dei peli più scura e la regione pelvica interamente bianca. Il muso è marrone chiaro. Le orecchie sono marroni chiare, triangolari e molto allungate, con la punta arrotondata e i margini interni molto vicini tra loro sulla fronte ma mai uniti. Possono essere tenute erette sulla testa o piegate lateralmente ad angolo retto con il capo. Il trago è curvato in avanti, con la punta arrotondata, il margine interno convesso, quello esterno concavo e con un lobo basale. Le membrane alari sono bruno-crema o marroni scure, con il bordo posteriore delle braccia bianco. La coda è lunga ed inclusa completamente nell'ampio uropatagio, il quale è più chiaro delle membrane alari e semi-trasparente. Il cariotipo è 2n=34 FNa=50.

### Ecolocazione
Emette ultrasuoni a basso ciclo di lavoro sotto forma di impulsi di breve durate a frequenza modulata con picchi a 22±0,6 kHz. Una seconda armonica è spesso presente.

## Biologia

### Comportamento
Si rifugia probabilmente tra le fessure rocciose.

### Alimentazione
Si nutre di insetti.

## Distribuzione e habitat
Questa specie è diffusa nella Namibia sud-occidentale e nella provincia sudafricana del Capo occidentale.
Vive in ambienti montani e aridi, in prossimità di specchi d'acqua.

## Conservazione
La IUCN Red List, considerato che gran parte del suo areale è all'interno di aree protette e che non ci sono minacce, classifica L.namibensis come specie a rischio minimo (Least Concern)).